# Murrayfield Stadium
Pour les articles homonymes, voir Murray.
Le Murrayfield Stadium, plus communément appelé Murrayfield, est une enceinte essentiellement destinée au rugby à XV et localisée à Édimbourg. L'équipe d'Écosse y dispute ses rencontres internationales, en particulier les matchs du Tournoi des Six Nations. C'est un stade qui peut accueillir 67 144 spectateurs ; avant les aménagements effectués pour des raisons de sécurité, il avait une capacité nettement supérieure qui lui permit de détenir le record du monde de spectateurs pour un match de rugby (104 000 spectateurs en 1975 lors d'un match opposant l'Écosse au pays de Galles), avant d'être battu par le Stadium Australia en 1999.

## Localisation
Murrayfield est situé à l'ouest d'Édimbourg, près du zoo de la ville. Le stade est bien desservi par bus, cependant il faut une marche de vingt minutes pour le rejoindre à partir de la gare la plus proche, Edinburgh Haymarket railway station.
Murrayfield est connecté directement au tramway d'Édimbourg grâce à une station dédiée.

## Historique
La fédération écossaise de rugby à XV achète le terrain en 1920, il appartenait à l'Edinburgh Polo Club, et construit le premier stade de Murrayfield qui est inauguré le 21 mars 1925. Le premier match disputé le même jour oppose les équipes d'Écosse et d'Angleterre devant 70 000 spectateurs, les Écossais le remportent et par la suite leur premier Grand Chelem.
Pendant la Seconde Guerre mondiale, Murrayfield est utilisé comme dépôt par la Royal Air Force, les matchs de l'équipe d'Écosse sont alors provisoirement disputés à Inverleith pendant deux ans jusqu'en 1944, date de la fin de réquisition par l'armée.
Le stade a accueilli jusqu’à 104 000 spectateurs en 1975, mais sa capacité a dû être réduite pour des raisons de sécurité.
Un système de chauffage du terrain est installé au début des années 1990 et est opérationnel pour la Coupe du monde 1991. Il permet aux matchs de se disputer dans de meilleures conditions pendant les mois d'hiver.
Le terrain en configuration rugby a la particularité d'avoir des en-but de très grande taille (22 mètres, longueur maximale réglementaire) alors que la plupart des en-but des terrains professionnels font entre 8 et 12 mètres de profondeur. Ils ont cependant été réduits pour les matchs de la Coupe du monde 2007.

## Utilisations

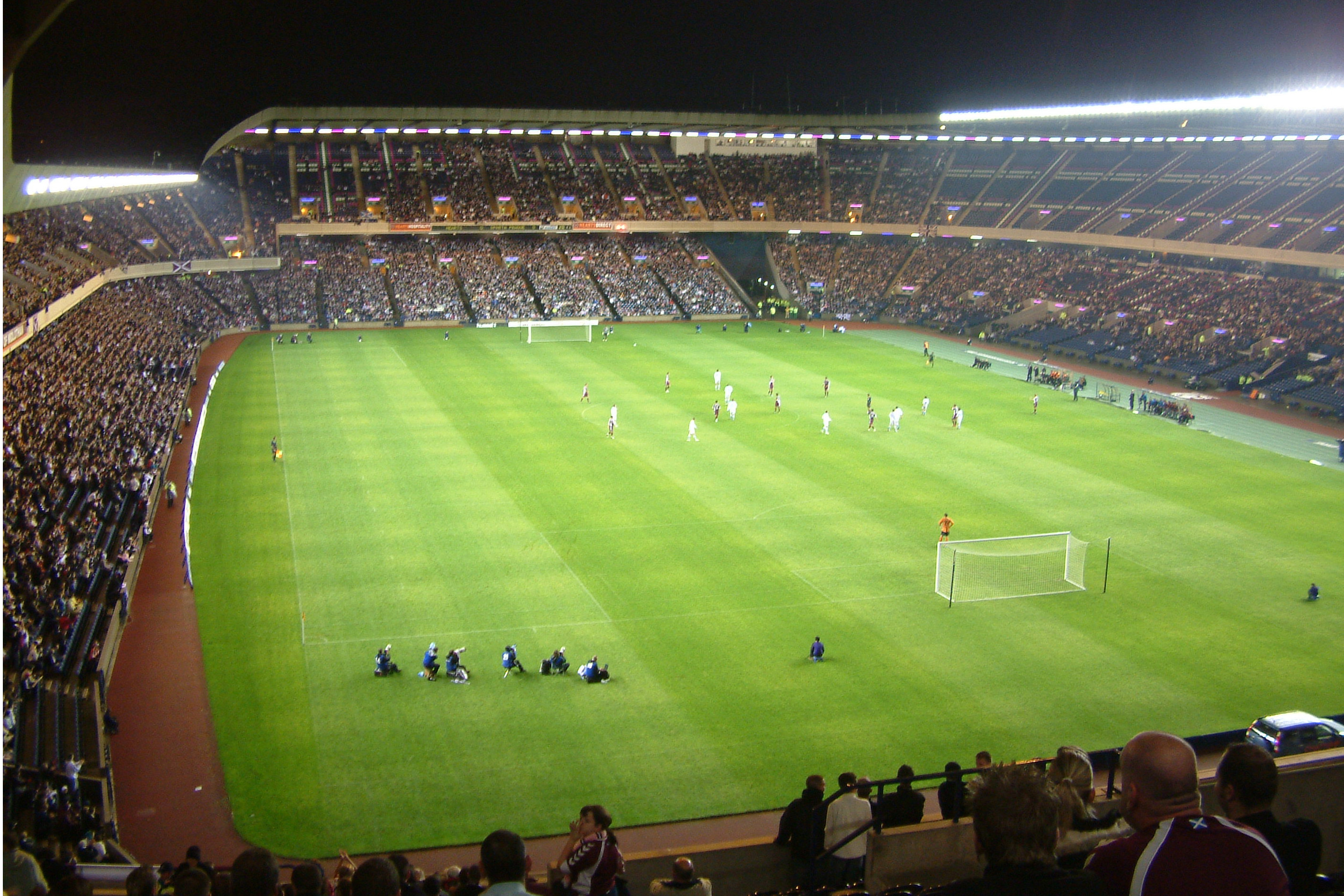
Murrayfield durant un match de football.

### Compétitions de rugby à XV
Le stade est utilisé pour la très  grande majorité des rencontres que l'équipe d'Écosse dispute à domicile, notamment celles du Tournoi des Six Nations.
Des rencontres de la Coupe du monde 2007 sont disputées à Murrayfield ainsi que la finale du championnat du monde de rugby à sept en 2007. 
Des grands matchs de clubs sont aussi disputés à Murrayfield, dont trois finales de la Coupe d'Europe de rugby à XV :
- La première en 2005 opposant le Stade toulousain au Stade français Paris en voyant le Stade toulousain l'emporter 18 à 12 devant 51 326 spectateurs.
- La deuxième en 2009 voit la victoire du Leinster Rugby devant les Leicester Tigers par 19 à 16 devant 66 523 spectateurs.
- La troisième en 2017 pour la victoire des Saracens devant l'ASM Clermont Auvergne sur le score de 28 à 17 et regardée par 55 272 spectateurs.
- Une autre finale européenne s'y joue le 12 mai 2017, celle de la Challenge Cup opposant Gloucester au Stade français Paris (17 à 25 : les Parisiens empochent ainsi leur premier trophée européen).

De plus l'équipe d'Édimbourg Rugby réside dans ce stade et y joue tous ses matchs de Pro12 (avec une capacité réduite à 12 564 places) et de Coupe d'Europe.

### Autres utilisations
Murrayfield accueille également des matchs de football, le club local de Heart of Midlothian FC y a disputé des rencontres de coupe d'Europe en 2006-2007 car le stade où joue habituellement ce club ne respecte pas les critères imposés par l'UEFA pour les épreuves européennes. 
De manière occasionnelle, des matchs de football américain et de rugby à XIII ont été disputés à Murrayfield. Concernant ce dernier sport, Murrayfield a ainsi accueilli le « Magic Weekend » de la Super League en 2010.
Des concerts ont été organisés dans ce stade, notamment par des artistes de rock tels que David Bowie, U2 et les Red Hot Chili Peppers. En juillet 2005, un concert de Live 8 est organisé à Murrayfield avec en particulier des prestations de James Brown et du groupe Travis.
Entre 2007 et 2011, le stade a accueilli le tournoi d'Écosse de rugby à sept, étape de rugby à sept des Sevens Series.

## Nommage
Un premier contrat de naming est établi en 2014 avec la société de télécommunications BT Group en 2014, nommant officiellement l'enceinte sportive en tant BT Murrayfield. Il est prolongé à plusieurs reprises jusqu'en 2024.
En 2023, un nouveau contrat de naming est paraphé avec effet immédiat avec la société British Gas, sous sa dénomination locale Scottish Gas, renommant le stade Scottish Gas Murrayfield pour une durée de cinq ans.

## Événements
- 2 matchs de la Coupe du monde de rugby à XV 2007, 18 et 23 septembre 2007 ;
- Trois finales de la Coupe d'Europe de rugby à XV, les 22 mai 2005, 23 mai 2009 et 13 mai 2017 ;
- Finale de la Coupe d'Angleterre de rugby à XIII, 2000 et 2002 ;
- Edinburgh 50,000 - The Final Push (Live 8 Edinburgh), 6 juillet 2005 ;
- Concerts de Taylor Swift dans le cadre de sa tournée mondiale The Eras Tour les 7, 8 et 9 juin 2024.